# Baraeus itzingeri
Baraeus itzingeri är en skalbaggsart som beskrevs av Stefan von Breuning 1935. Baraeus itzingeri ingår i släktet Baraeus och familjen långhorningar. Inga underarter finns listade.